# Shahrestān-e Alīgūdarz
Shahrestān-e Alīgūdarz (persiska: شهرستان اليگودرز, اليگودرز) är en delprovins (shahrestan) i Iran.   Den ligger i provinsen Lorestan, i den centrala delen av landet, 300 km sydväst om huvudstaden Teheran.
Delprovinsen hade 137 534 invånare 2016.